# Larsøya

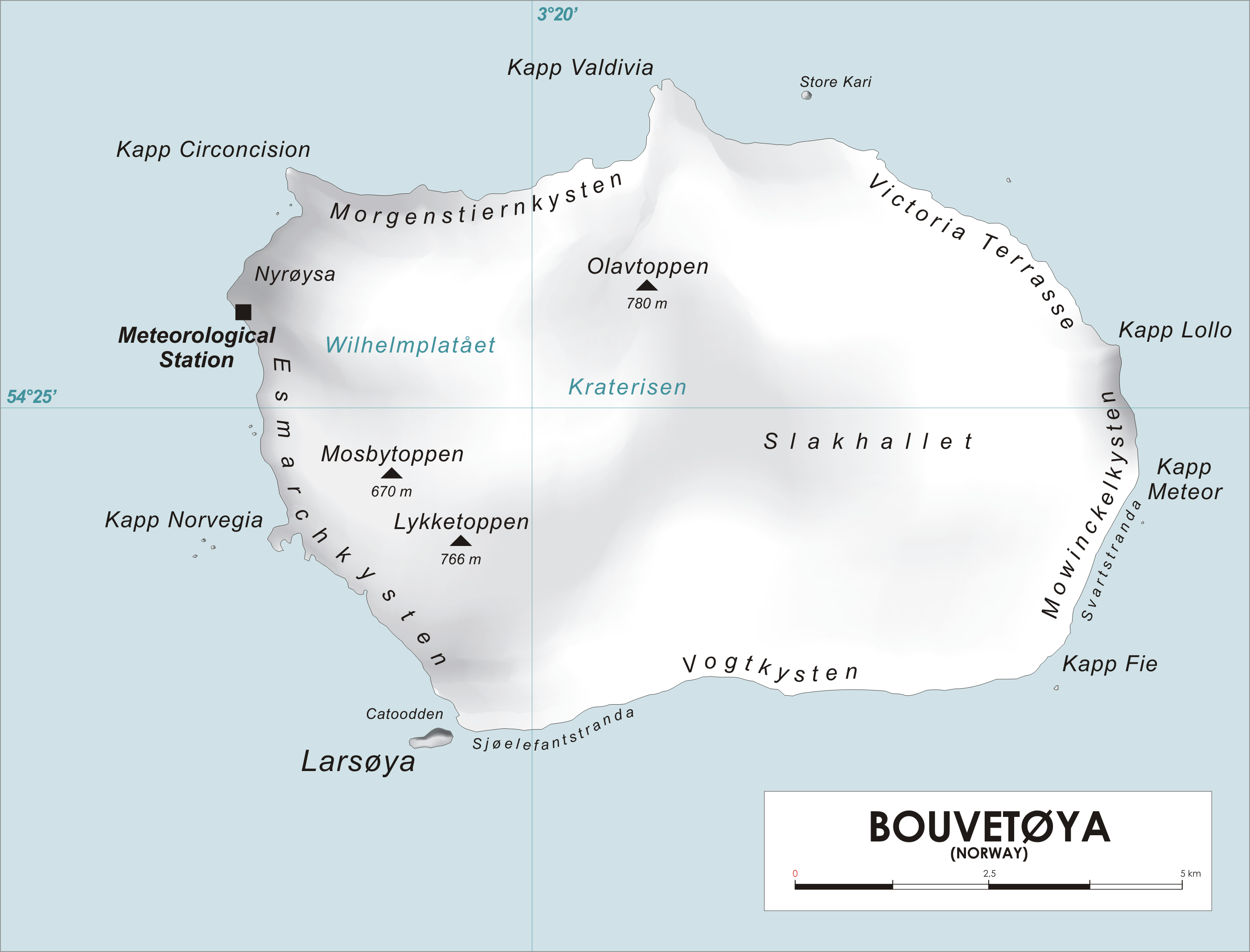
Mapa de l'illa de Bouvet, amb l'illa de Lars a la costa sud-oest.

Larsøya, també traduïda com a illa de Lars (54° 27′ 11″ S, 3° 18′ 54″ E / 54.45306°S,3.31500°E) és una illa rocosa, de menys de 0,2 quilòmetres de llarg, que es troba just al costat de l'extremitat sud-oest de l'illa Bouvet, pertanyent a Noruega, a l'oceà Atlàntic Sud. Es va traçar més o menys el 1898 durant una expedició alemanya sota Carl Chun. L'expedició noruega al comandament del capità Harald Horntvedt va arribar a l'illa des del vaixell Norvegia al desembre de 1927, i la va anomenar així per Lars Christensen, patrocinador de l'expedició.